# Leo Klatzkin
Leo Klatzkin est un compositeur américain né le 19 juin 1914 à New York (États-Unis), mort le 13 mai 1992 à Marina Del Rey (Californie).

## Filmographie
- 1948 : Inner Sanctum
- 1950 : The Ben Blue Show (série télévisée)
- 1951 : As You Were (en)
- 1952 : Mr. Walkie Talkie
- 1953 : Captain Scarface
- 1955 : The Silver Star (en)
- 1955 : The Lonesome Trail (en)
- 1955 : Gunsmoke (série télévisée)
- 1955 : Two-Gun Lady
- 1956 : Mon amie Flicka (My Friend Flicka) (série télévisée)
- 1956 : La Flèche brisée (Broken Arrow) (série télévisée)
- 1956 : Gerald McBoing-Boing (série télévisée)
- 1957 : How to Marry a Millionaire (série télévisée)
- 1958 : Jack the Ripper (TV)
- 1958 : Destination Nightmare (TV)
- 1958 : The Veil (en) (TV)
- 1959 : Go, Johnny, Go!
- 1959 : The Dennis O'Keefe Show (série télévisée)
- 1960 : The Brothers Brannagan (série télévisée)
- 1963 : The Big Brain (TV)
- 1967 : Cimarron (Cimarron Strip) (série télévisée)